# En mi memoria
«En mi memoria» es una canción compuesta por la cantante chilena Francisca Valenzuela para su segundo álbum de estudio Buen soldado. Fue lanzada como tercer sencillo del álbum en 2011. 

## Información
La canción habla del sentimiento que se tiene al extrañar a una persona que ha fallecido, pero pese a todo se sigue sintiendo cerca. En una entrevista, Francisca dijo que se inspiró en el caso de una amiga a quien se le había muerto un hermano. 

## Créditos

### Personal
- Francisca Valenzuela – voz, piano y sintetizador.
- Mocky – bajo, guitarra eléctrica y sintetizador.
- Pablo Ilabaca – guitarra eléctrica.
- Vicente Sanfuentes – sintetizador.

### Grabación
- Vicente Sanfuentes: coproductor, arreglos y mezcla.
- Mocky: coproductor y arreglos.
- Francisca Valenzuela: coproductor y arreglos.
- Gonzalo "Chalo" González: grabación (Estudios Atómica), mezcla y masterización (Estudios Triana)
- Ignacio Soto Kallens: ingeniero asistente de grabación.
- Vicente Ríos: asistente de grabación.

## Video musical
El video fue filmado en la casona "Las Majadas" ubicada en la localidad de Pirque (Chile), y dirigido por Francisca Alegría. El video muestra a Francisca cavando una fosa y luego acostándose en ella.

## En la cultura popular
- Banda sonora de la película chilena Qué pena tu familia de 2012.